# Gushi (poesía)
Gushi (en chino tradicional 古詩, en chino simplificado 古诗; en pinyin: gǔshī), es una de las principales formas de poesía definidas en la poesía china clásica, que literalmente significa «poesía antigua (o antigua)» o «poesía de estilo antiguo (o antiguo)»: gushi es un término técnico para ciertos poemas históricamente ejemplares, junto con poesía posterior compuesta en este estilo artístico formal.

## Forma poética
El estilo formal normal tiene versos con longitudes de línea uniformes de 5 o 7 sílabas (caracteres), con versos en coplas emparejadas sintácticamente. El paralelismo que enfatiza la tesis o la antítesis se encuentra con frecuencia, pero no es una característica obligatoria. Las rimas generalmente ocurren al final de cada pareado, el sonido real de la rima a veces cambia a lo largo del poema. La cesura generalmente se utiliza como una característica principal antes de las últimas 3 sílabas en cualquier verso, y las líneas (versos) de 7 sílabas también suelen tener una cesura menor entre los dos primeros pares de sílabas. Las 3 sílabas finales de una línea a menudo varían sintácticamente si la primera y la segunda están más estrechamente vinculadas por la sintaxis o si la segunda y la tercera están más conectadas sintácticamente: una característica de la forma gushi que proporciona variedad e interés poético adicional.

## Historia
Los poemas Gushi realmente comenzaron a surgir como una forma poética en el siglo II EC. En su historia posterior, tuvo un renacimiento durante la dinastía Tang que produjo un período adicional de florecimiento para esta forma de poesía.

### Diecinueve viejos poemas
Gushi comenzó su prominencia histórica con los Diecinueve poemas antiguos (literalmente, «Diecinueve Gushi»), que parecen datar de la época de la dinastía Han. Estos diecinueve poemas generalmente se caracterizan por tener versos rimados, con cada verso (línea) de cinco caracteres, en un estilo libre.

### Renacimiento de la dinastía Tang
El estilo gushi experimentó un gran renacimiento durante la dinastía Tang, durante la cual uno de los poetas más destacado en el uso magistral de este estilo fue Li Bai. En la dinastía Tang, con el desarrollo del nuevo estilo de poesía (jintishi), también conocido como verso regulado, el término gushi se aplicó a la poesía que no restringía necesariamente la longitud del poema ni cumplía con los requisitos verbales o tonales. En la forma de verso gushi más libre, a menudo se violaban deliberadamente varias reglas, como por el uso de esquemas de rima inusuales o la evitación notoria del paralelismo verbal.